# Ático de Constantinopla
Ático (muerto en el año 425) fue un arzobispo de Constantinopla (406-425) y sucesor de Arsacio de Tarso. Fue adversario de Juan Crisóstomo y auxilió a Arsacio de Tarso en la caída del primero, además de haber sido contrario a los ideales del pelagianismo. Reconstruyó una iglesia situada en mismo lugar donde después sería erigida la basílica de Santa Sofía. Fue considerado muy caritativo y piadoso, por lo que es venerado como santo por la Iglesia Ortodoxa, que le consagró el día 8 de enero.

## Biografía
Nacido en Sivas, en la Armenia bizantina, se adentró en la vida monástica bien pronto, recibiendo parte de su educación de los monjes macedonianos. Se trasladó a Constantinopla y adoptó la fe ortodoxa, abjurando sus doctrinas herejes. A continuación, fue ordenado presbítero. En esta época, Ático se mostró como uno de los mayores adversarios de Juan Crisóstomo y, de acuerdo con Paladio de Galacia, el responsable de toda la confusión posterior, en la que él tuvo un papel preponderante en la ejecución del plan para derrocar al arzobispo. La organización del sínodo del carvalho debió muy a sus habilidades prácticas. La expulsión de Crisóstomo finalmente se llevó a cabo el 10 de junio de 404 y su sucesor, el ya anciano Arsacio de Tarso, murió en 5 de noviembre de 405. Cuatro meses de intrigas después, Ático fue escogido como su sucesor.
Medidas vigorosas fueron inmediatamente adoptadas por Ático, de acuerdo con otros miembros del triunvirato que estaba en el mando de la iglesia de oriente en la época (además de Ático, Teófilo de Alejandría y Pórfiro de Antioquía), para someter a los seguidores de Crisóstomo. Una orden imperial fue obtenida, que imponía las más severas penas a los que osaran rechazar la comunión de los tres patriarcas. Aun así, un gran número de obispos del oriente continuaron en su rechazo y sufrieron una cruel persecución, que obligó incluso a los miembros más bajos del clero y también los a laicos a mantenerse en la clandestinidad o huir del imperio. Una pequeña minoría de obispos orientales que, por la causa de la paz, abandonaron a Crisóstomo, fueron también reprimidos por haber apoyado en su día el patriarca depuesto. Acabaron compelidos a renunciar a sus diócesis respectivas y, en pago, fueron enviados a lugares inhóspitos de Tracia, donde permanecieron bajo la vigilancia de Ático
La unidad parecía aún distante a la muerte de Crisóstomo (el 14 de septiembre de 407). Una gran parte de la población cristiana de Constantinopla aún rechazaba la comunión con el usurpador y continuaba a mantener sus reuniones religiosas en separado, y en número mayor del que en las iglesias, al aire libre en los suburbios de la ciudad hasta que el nombre de Crisóstomo sustituyó el suyo en los registros y en las plegarias públicas de Constantinopla.
Las artimañas de Ático eran vigorosamente dirigidas a mantener y aumentar la autoridad de la sede episcopal de Constantinopla. Obtuvo una orden imperial de Teodosio II colocando bajo su mando toda la región del Ilírico y la "Provincia Orientalis". Esta decisión ofendió al Papa Bonifacio I y el emperador romano Honorio, quienes la rechazaron. Otra decisión declarando su derecho de decidir sobre y aprobar la elección de todos los obispos de su provincia fue más efectiva. Silvano fue nombrado por él como obispo de Filipópolis y, enseguida, removido para Alejandría de Tróade. Ático afirmó su derecho de ordenar en la provincia de la Bitínia y lo puso en práctica en Nicea en 424, un año antes de su muerte.

## Enseñanzas
Ático mostró gran vigor en el combate y en la represión de las herejías de su tiempo, escribiéndoles a los obispos de Panfilia y a Anfiloquio de Iconio, exigiendo que expulsaran los a messalianos. Su celo y su energía contra los pelagianos fueron muy elogiados por Papa Celestino I, que llegó incluso a llamarlo de "un verdadero sucesor de San Juan Crisóstomo". Sus obras fueron citadas como las de un autor ortodoxo por los concilios ecuménicos de Éfeso y Calcedonia.
Ático fue más un actor que un escritor y poco ha quedado de sus escritos. Un tratado "Sobre la Virgindad", en el que combatía con antelación los errores de Nestorio, dirigido a las hijas del emperador Teodosio I, Pulqueria y sus hermanas, fue mencionado por el historiador Marcelino Comes y por Genadio de Marsella.
Sócrates Escolástico, que es un testigo parcial, le atribuye una disposición dulce y vencedora, lo que hizo con que él fuera considerado con mucha afección. Aquellos que concordaban con Ático lo consideraban un amigo sincero y un gran apoyo. Con sus adversarios teológicos primero mostraba gran severidad, pero cuando se sometían cambiaba su comportamiento y ganaba su afecto por su gentileza.